# Tanzanapseudes elegans
Tanzanapseudes elegans är en kräftdjursart som först beskrevs av Roman 1976.  Tanzanapseudes elegans ingår i släktet Tanzanapseudes och familjen Tanzanapseudidae. Inga underarter finns listade i Catalogue of Life.